# Sin City (komiks)

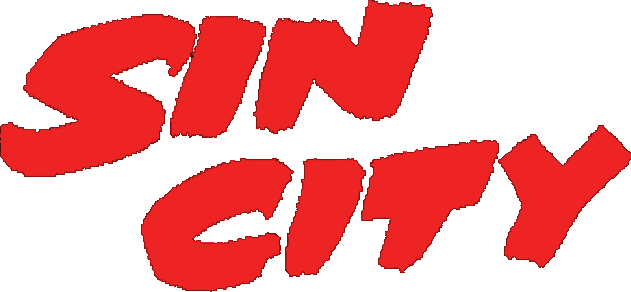
Logo Sin City

Sin City: Miasto grzechu – amerykańska seria komiksowa autorstwa Franka Millera, uważana za jedno z najlepszych osiągnięć w swoim gatunku.
Akcja tego mrocznego, czarno-białego komiksu z gatunku noir rozgrywa się w fikcyjnym mieście Basin City nieopodal Seattle. Miasto opanowane jest przez gangi, a duża część walczącej z nimi policji jest skorumpowana. Rządząca w Basin City od pokoleń rodzina Roarków sprowadziła tam niegdyś prostytutki, aby zapewniły towarzystwo górnikom pracującym w okolicznych kopalniach. Po latach kobiety utworzyły rządzącą się własnymi prawami dzielnicę. Jest ona tłem walk pomiędzy gangsterami, policjantami i politykami.
Seria ukazała się pierwotnie w formie zeszytów w 1992 roku nakładem Dark Horse Comics, a następnie opublikowano ją w formie siedmiu powieści graficznych. Po polsku wydał ją Egmont Polska.

## Albumy
1. Miasto grzechu (1993; wydanie polskie 2002)
2. Damulka warta grzechu (1994; wyd. pol. 2003)
3. Krwawa jatka (1995; wyd. pol. 2003)
4. Ten żółty drań (1997; wyd. pol. 2004)
5. Rodzinne wartości (1997; wyd. pol. 2004)
6. Girlsy, gorzała i giwery (1998; wyd. pol. 2002)
7. Do piekła i z powrotem (2000; wyd. pol. 2005)

## Adaptacje
Na podstawie Sin City powstał w 2005 roku film pod tym samym tytułem w reżyserii Roberta Rodrigueza. W 2014 Rodriguez nakręcił Sin City 2: Damulka warta grzechu.